# Nuoto ai Giochi della XI Olimpiade - 100 metri stile libero maschili
La competizione 100 metri stile libero maschili di nuoto dei Giochi della XI Olimpiade si è svolta nei giorni 8 e 9 agosto 1936 al Berlin Olympic Swim Stadium

## Risultati

### Batterie
8 agosto 1936 ore 9:00
I primi due di ogni serie più i due migliori tempo degli esclusi furono ammessi alle semifinali.
| Pos. | Atleta            | Nazione            | Tempo  |
| ---- | ----------------- | ------------------ | ------ |
| 1    | Peter Fick        | Stati Uniti        | 57"6   |
| 2    | Ferenc Csik       | Ungheria           | 58"3   |
| 3    | Romund Gabrielsen | Gran Bretagna      | 1'01"2 |
| 4    | Bob Hamerton      | Canada             | 1'02"1 |
| 5    | Paulo Tarrto      | Brasile            | 1'02"6 |
| 6    | Mahmoud Kadri     | Egitto             | 1'03"8 |
| 7    | Arturo Álvarez    | Perù               | 1'04"9 |
| 8    | Charlie Chan      | Repubblica di Cina | 1'06"5 |

| Pos. | Atleta             | Nazione     | Tempo  |
| ---- | ------------------ | ----------- | ------ |
| 1    | Masanori Yusa      | Giappone    | 57"8   |
| 2    | Arthur Highland    | Stati Uniti | 59"9   |
| 3    | William Kendall    | Australia   | 1'01"0 |
| 4    | Egon Roolaid       | Estonia     | 1'01"5 |
| 5    | René Cavalero      | Francia     | 1'02"2 |
| 6    | Sjoerd Mooi Wilten | Paesi Bassi | 1'03"4 |
| 7    | Alberto Conrad     | Bolivia     | 1'17"5 |

| Pos. | Atleta                  | Nazione       | Tempo  |
| ---- | ----------------------- | ------------- | ------ |
| 1    | Mostyn Ffrench-Williams | Gran Bretagna | 1'00"7 |
| 2    | Jikirum Adjaluddin      | Filippine     | 1'01"0 |
| 3    | Heiko Schwartz          | Germania      | 1'01"8 |
| 4    | Munroe Bourne           | Canada        | 1'02"4 |
| 5    | Isaac Morais            | Brasile       | 1'03"5 |
| 6    | Günther Zobernig        | Austria       | 1'03"9 |

| Pos. | Atleta               | Nazione  | Tempo  |
| ---- | -------------------- | -------- | ------ |
| 1    | Shigeo Arai          | Giappone | 57"7   |
| 2    | Helmuth Fischer      | Germania | 57"9   |
| 3    | Ödön Gróf            | Ungheria | 1'01"3 |
| 4    | Leonard Spence       | Bermuda  | 1'01"9 |
| 5    | Claude Desusclade    | Francia  | 1'07"2 |
| 6    | Richardos Mprousalīs | Grecia   | 1'07"5 |

| Pos. | Atleta                | Nazione   | Tempo  |
| ---- | --------------------- | --------- | ------ |
| 1    | Masaharu Taguchi      | Giappone  | 57"5   |
| 2    | John Christensen      | Danimarca | 1'01"1 |
| 3    | George Larson         | Canada    | 1'01"5 |
| 4    | Saad El-Din Zaki      | Egitto    | 1'03"7 |
| 5    | Juan Paz              | Perù      | 1'05"6 |
| 6    | Spyridon Mavrogiorgos | Grecia    | 1'08"2 |

| Pos. | Atleta            | Nazione       | Tempo  |
| ---- | ----------------- | ------------- | ------ |
| 1    | Draško Vilfan     | Jugoslavia    | 1'00"5 |
| 2    | Hermann Heibel    | Germania      | 1'01"4 |
| 3    | Frederick Dove    | Gran Bretagna | 1'01"6 |
| 4    | José Obial        | Filippine     | 1'01"7 |
| 5    | Leônidas da Silva | Brasile       | 1'03"3 |
| 6    | John Young        | Bermuda       | 1'07"8 |

| Pos. | Atleta            | Nazione     | Tempo  |
| ---- | ----------------- | ----------- | ------ |
| 1    | Arthur Lindegren  | Stati Uniti | 58"3   |
| 2    | Oszkár Abay-Nemes | Ungheria    | 1'00"2 |
| 3    | Heikki Hietanen   | Finlandia   | 1'01"0 |
| 4    | Piet Stam         | Paesi Bassi | 1'01"3 |
| 5    | Poul Petersen     | Danimarca   | 1'01"6 |
| 6    | Roger Zirilli     | Svizzera    | 1'04"1 |

### Semifinali
8 agosto 1936 ore 15:00
I primi tre di ogni serie più il miglior tempo degli esclusi furono ammessi alla finale.
| Pos. | Atleta                  | Nazione       | Tempo  |
| ---- | ----------------------- | ------------- | ------ |
| 1    | Masaharu Taguchi        | Giappone      | 57"9   |
| 2    | Ferenc Csik             | Ungheria      | 58"1   |
| 3    | Peter Fick              | Stati Uniti   | 58"2   |
| 4    | Helmuth Fischer         | Germania      | 58"7   |
| 5    | Heikki Hietanen         | Finlandia     | 1'00"5 |
| 5    | Draško Vilfan           | Jugoslavia    | 1'00"5 |
| 5    | Jikirum Adjaluddin      | Filippine     | 1'00"5 |
| 8    | Mostyn Ffrench-Williams | Gran Bretagna | 1'01"0 |

| Pos. | Atleta            | Nazione     | Tempo  |
| ---- | ----------------- | ----------- | ------ |
| 1    | Masanori Yusa     | Giappone    | 57"5 = |
| 2    | Shigeo Arai       | Giappone    | 57"9   |
| 3    | Arthur Lindegren  | Stati Uniti | 58"7   |
| 4    | Arthur Highland   | Stati Uniti | 59"4   |
| 5    | William Kendall   | Australia   | 59"9   |
| 6    | Hermann Heibel    | Germania    | 1'00"3 |
| 7    | Oszkár Abay-Nemes | Ungheria    | 1'01"1 |
| 8    | John Christensen  | Danimarca   | 1'01"6 |

### Finale
9 agosto 1936 ore 15:20
| Pos.    | Atleta           | Nazione     | Tempo |
| ------- | ---------------- | ----------- | ----- |
| Oro     | Ferenc Csik      | Ungheria    | 57"6  |
| Argento | Masanori Yusa    | Giappone    | 57"9  |
| Bronzo  | Shigeo Arai      | Giappone    | 58"0  |
| 4       | Masaharu Taguchi | Giappone    | 58"1  |
| 5       | Helmuth Fischer  | Germania    | 59"3  |
| 6       | Peter Fick       | Stati Uniti | 59"7  |
| 7       | Arthur Lindegren | Stati Uniti | 59"9  |